# Lavoux
Lavoux é uma comuna francesa na região administrativa da Nova Aquitânia, no departamento de Vienne. Estende-se por uma área de 15,03 km². Em 2010 a comuna tinha 1 198 habitantes (densidade: 79,7 hab./km²).